# (13185) Agasthène
(13185) Agasthène, désignation internationale (13185) Agasthenes, est un astéroïde troyen jovien.

## Description
(13185) Agasthène est un astéroïde troyen jovien, camp grec, c'est-à-dire situé au point de Lagrange L4 du système Soleil-Jupiter. Il présente une orbite caractérisée par un demi-grand axe de 5,189 UA, une excentricité de 0,054 et une inclinaison de 9,1° par rapport à l'écliptique.
Il est nommé en référence au personnage de la mythologie grecque Agasthène, acteur du conflit légendaire de la guerre de Troie.

## Compléments